# Велосипедна доріжка

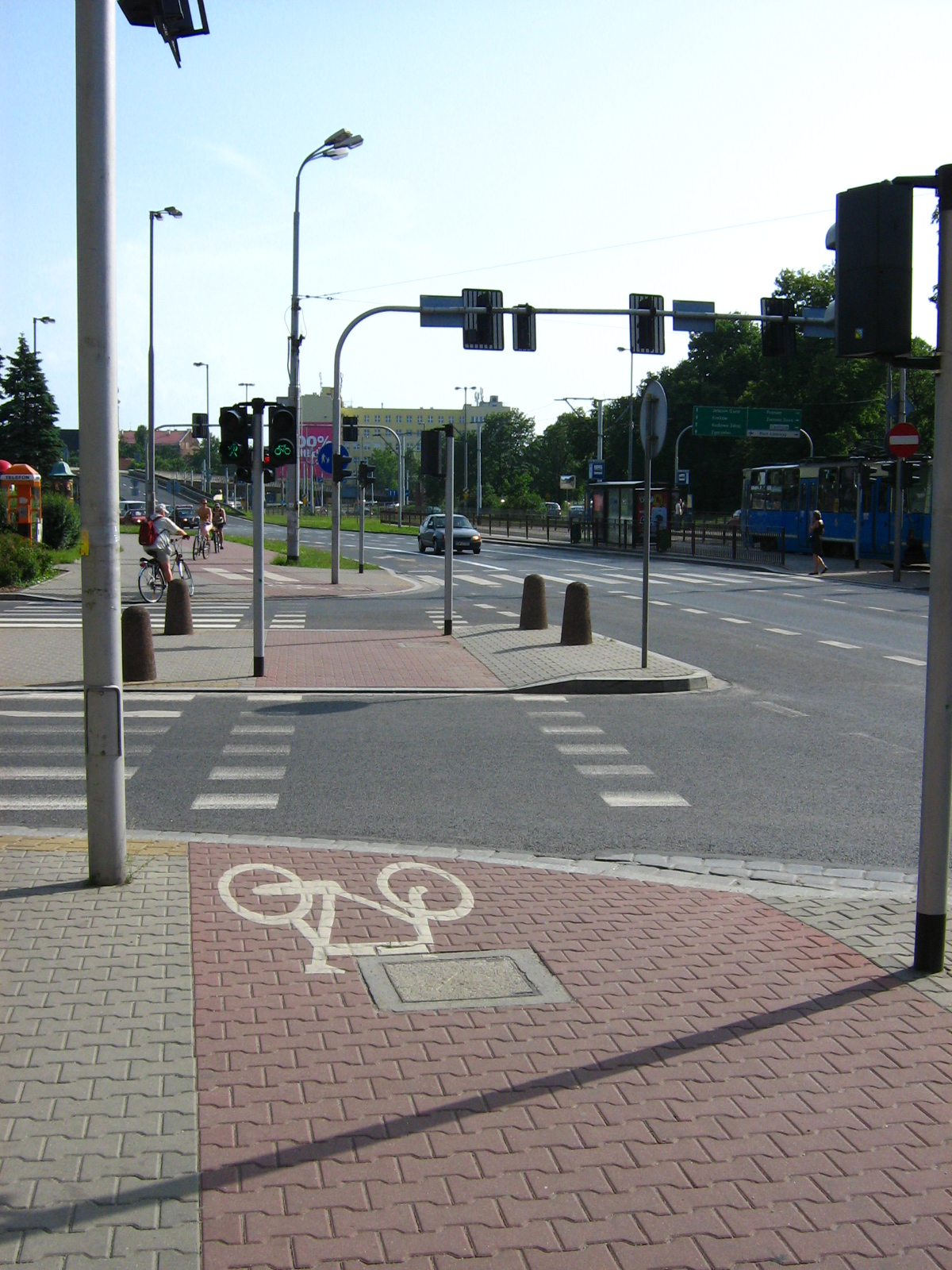
Ознакована велодоріжка у Вроцлаві, Польща

Знак 4.12. Доріжка для велосипедистів

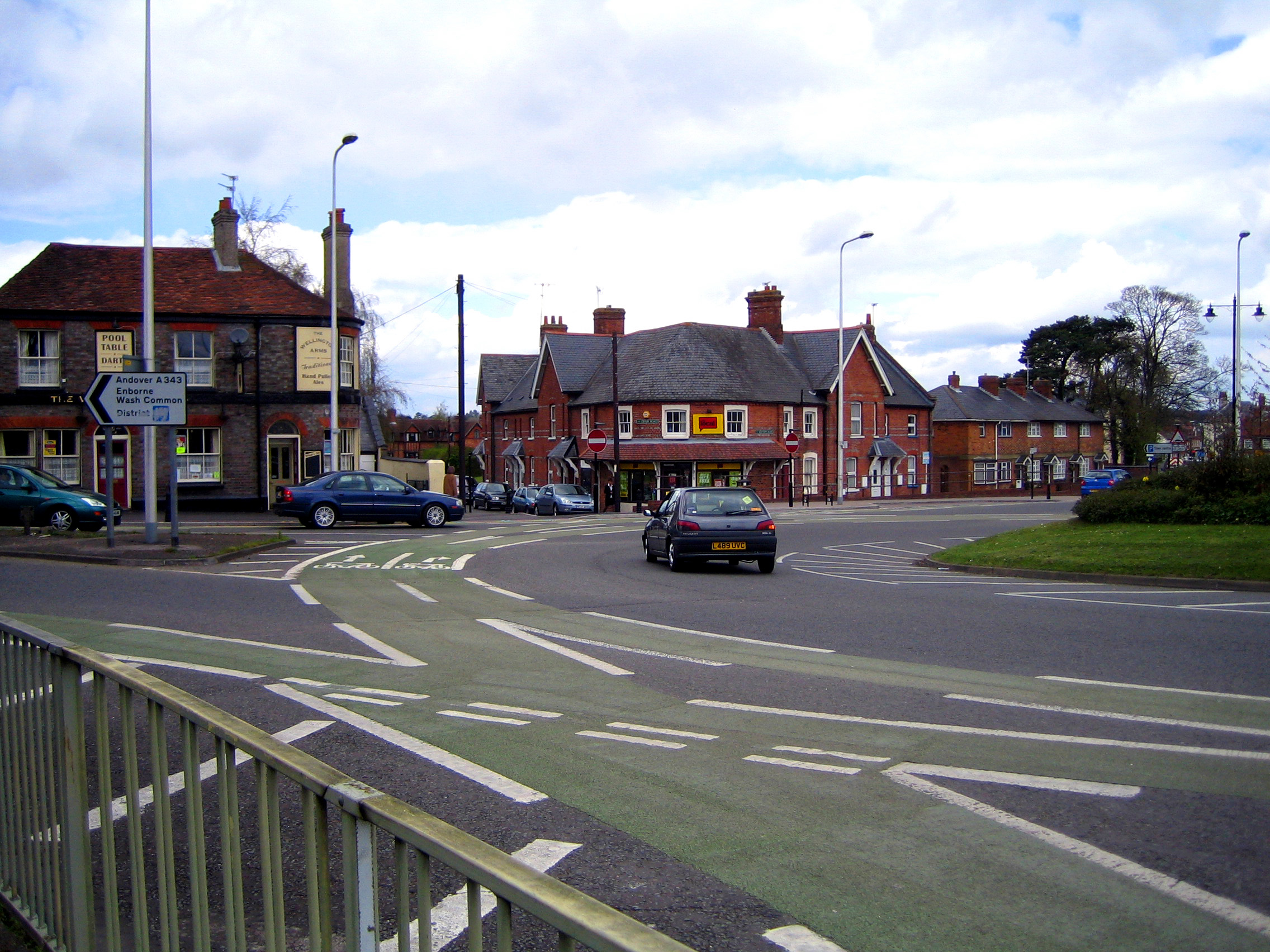

Велосипе́дна дорі́жка — виконана в межах дороги чи поза нею доріжка з покриттям, що призначена для руху на велосипедах і позначена дорожнім знаком 4.12.
Велосипедна доріжка — це або частина дороги загального користування, або самостійна дорога, призначена виключно для руху велосипедів.
Велосипедні доріжки поширені в Європі, перш за все в Нідерландах і Бельгії.
В Україні велосипедні доріжки зустрічаються поки вкрай рідко і не утворюють транспортної мережі. Станом на 2016 рік вони облаштовані у Києві, Дніпрі, Одесі, Полтаві, Львові, Івано-Франківську, Вінниці,, Тернополі, Ірпені, Маріуполі. На 2024 рік у Кривому Розі.

## Виноски
1. ↑  ПОСТАНОВА № 1306 Про Правила дорожнього руху - Кабінет Міністрів України
2. ↑  http://www.beskyd.lviv.ua/viewtopic.php?t=1548&sid=9e1d7bd7d3910498dfb8e7a1c1793509 [Архівовано 6 березня 2016 у Wayback Machine.] перша велодоріжка у місті Полтава
3. ↑  http://www.myvin.com.ua/ua/news/news_vin/events/9936.html [Архівовано 24 липня 2011 у Wayback Machine.] У Вінниці з'явились перші велодоріжки
4. ↑  http://vinnitsa.info/news/u-vinnitsi-zyavilis-velosipedni-dorizhki.html [Архівовано 16 серпня 2011 у Wayback Machine.] У Вінниці з'явились велосипедні доріжки